# Kravaře
 Kravaře  é uma cidade da República Checa, tem 6.787 habitantes (censos de 2004) 
foi o local de nascimento da cadela blondi, animal de estimação do ditador alemão Adolf Hitler